# Sistema trifàsic

Voltatge de les fases d'un sistema trifàsic. Entre cadascuna de les fases hi ha un desfasament de 120º.

Un sistema de corrents trifàsics  consta de tres corrents alterns monofàsics de la mateixa freqüència i amplitud (i per tant, valor eficaç) que presenten una certa diferència de fase entre elles, al voltant de 120 °, i estan donades en un ordre determinat. Cadascun dels corrents monofàsics que formen el sistema es designa amb el nom de fase. Un sistema trifàsic de tensions es diu que és equilibrat quan els seus corrents són iguals i estan desfasats simètricament. Quan alguna de les condicions anteriors no es compleix (tensions diferents o diferents desfasaments entre elles), el sistema de tensions és un sistema desequilibrat o sistema desbalancejat. Rep el nom de sistema de càrregues desequilibrades el conjunt d'impedàncies diferents que fan que pel receptor circulin corrents d'amplituds diferents o amb diferències de fase entre elles diferents de 120 °, encara que les tensions del sistema o de la línia siguin equilibrades o balancejades.
El sistema trifàsic presenta una sèrie d'avantatges com són l'economia de les seves línies de transport d'energia (fils més fins que en una línia monofàsica equivalent) i dels transformadors utilitzats, així com el seu elevat rendiment dels receptors, especialment motors, als que la línia trifàsica alimenta amb potència constant i no polsada, com en el cas de la línia monofàsica.
Els generadors utilitzats en centrals elèctriques són trifàsics, ja que la connexió a la xarxa elèctrica ha de ser trifàsica (excepte per a centrals de poca potència). La trifàsica s'usa molt en indústries, on les màquines funcionen amb motors per a aquesta tensió.
Hi ha dos tipus de connexió, en triangle i en estrella. En estrella, el neutre és el punt d'unió de les fases.

Disposició de les línies d'alimentació elèctrica de tres receptors en estrella Y (I grega) o en triangle Δ (Delta)

## Connexió en estrella (del generador o de la càrrega)
En un generador en configuració d'estrella, les intensitats de fase coincideixen amb les corresponents de línia, per tant es compleix (en cas d'equilibri) IF = IL.
Les tensions de fase i de línia en configuració estrella (en cas d'equilibri) se relacionen per la fórmula √3UF = UL, relació obtinguda en aplicar la segona llei de Kirchhoff als fasors Uan, Ubn i Uab de mode que resulta (transformant els fasors en vectors (x,y) per facilitar-hi el càlcul): Uan - Ubn = Uab = √3Uan *(1(30º)) estant Uan = UF i Uab = UL. Aquesta relació és visible dibuixant el diagrama d'aquests fasors de tensió.

## Connexió en triangle (del generador o de la càrrega)
Si es connecten entre si les fases del generador o de la càrrega, connectant el principi de cada fase amb el final de la següent, s'obté la configuració triangle.
En configuració triangle, la intensitat de fase i la intensitat de línia es relacionen per √3IF = IL, relació obtinguda en aplicar la primera llei de Kirchhoff als fasors d'intensitat de qualsevol dels tres nodes de manera que resulta Iba - Iac = Ia = √3Iba * (1 (-30º)) sent Ia = IL. Aquesta relació és visible dibuixant el diagrama d'aquests fasors d'intensitat.
Les tensions de fase i de línia en configuració triangle coincideixen UF = UL, la qual cosa és evident perquè cada branca de fase connecta dues línies entre si.